# Статистике Свјетског првенства у фудбалу 2022.
Статистике Свјетског првенства у фудбалу 2022. представљају учинак репрезентација и фудбалера током трајања Свјетског првенства 2022. које је одржано у Катару од 20. новембра до 18. децембра. Катар је за домаћина изабран на гласању 2. децембра 2010. године, чиме је постао прва арапска држава, као и прва држава са Средњег истока домаћин Свјетског првенства. Након избора, настале су бројне контроверзе, укључујући оптужбе за кршење људских права, за куповину гласова, као и са проблемима са великим врућинама током љета,
На првенству су учествовале 32 репрезентације, које су биле подијељене у осам група по четири тима, гдје су играли по систему разигравања, свако са сваким по једну утакмицу, а двије првопласиране екипе из сваке групе прошле су у осмину финала. У елиминационој фази, укључујући и финале, играна је по једна утакмица, а у случају неријешеног резултата, играни су продужеци и пенали.
У групној фази, ниједна репрезентација у било којој групи није остварила све три побједе, што се десило први пут након 1994. Лионел Меси је са 26 утакмица укупно срушио рекорд Лотара Матеуса по броју утакмица на Свјетским првенствима, а постао је и први у историји Свјетског првенства који је двапут проглашен за најбољег играча првенства, као и први који је постигао по гол у свим фазама првенства. Кристијано Роналдо је постао први играч који је постигао барем по један гол на пет различитих Свјетских првенстава, а Килијан Мбапе је постао други играч који је постигао хет-трик у финалу. Постигнута су укупно 172 гола, чиме је оборен рекорд. 

## Статистика репрезентација

### По конфедерацијама
| Конфедерација | Групна фаза | Осмина финала                                                                        | Четвртфинале                                            | Полуфинале            | Финале                |
| ------------- | --- | ------------------------------------------------------------------------------------ | ------------------------------------------------------- | --------------------- | --------------------- |
| УЕФА          | 13 Белгија, Велс, Данска, Енглеска, Њемачка, Пољска, Португалија, Србија, Француска, Холандија, Хрватска, Швајцарска, Шпанија | 8 Енглеска, Пољска, Португалија, Француска, Холандија, Хрватска, Швајцарска, Шпанија | 5 Енглеска, Португалија, Француска, Холандија, Хрватска | 2 Француска, Хрватска | 1 Француска           |
| КОНМЕБОЛ      | 4 Аргентина, Бразил, Еквадор, Уругвај                                                                                         | 2 Аргентина, Бразил                                                                  | 2 Аргентина, Бразил                                     | 1 Аргентина           | 1 Аргентина           |
| КАФ           | 5 Гана, Камерун, Мароко, Сенегал, Тунис                                                                                       | 2 Мароко, Сенегал                                                                    | 1 Мароко                                                | 1 Мароко              |                       |
| АФК           | 6 Аустралија, Иран, Јапан, Јужна Кореја, Катар (домаћин), Саудијска Арабија                                                   | 3 Аустралија, Јапан, Јужна Кореја                                                    | нико се није пласирао                                   | нико се није пласирао | нико се није пласирао |
| КОНКАКАФ      | 4 Канада, Костарика, Мексико, Сједињене Државе                                                                                | 1 Сједињене Државе                                                                   | нико се није пласирао                                   | нико се није пласирао | нико се није пласирао |
| ОФК           | нико се није пласирао | нико се није пласирао                                                                | нико се није пласирао                                   | нико се није пласирао | нико се није пласирао |
| Укупно        | 32 | 16                                                                                   | 8                                                       | 4                     | 2                     |

### Коначни пласман
| Прво мјесто Друго мјесто Треће мјесто Четврто мјесто | Од 5. до 8. мјеста Од 9. до 16. мјеста Од 17. до 32. мјеста |

| Поз                         | Тим               | Г | ИГ | П | Н | И | ГД | ГП | ГР | Бод. |
| --------------------------- | ----------------- | - | -- | - | - | - | -- | -- | -- | ---- |
| Финале                      |                   |   |    |   |   |   |    |    |    |      |
| 1                           | Аргентина         | Ц | 7  | 4 | 2 | 1 | 15 | 8  | +7 | 14   |
| 2                           | Француска         | Д | 7  | 5 | 1 | 1 | 17 | 8  | +9 | 16   |
| Елиминисани у полуфиналу    |                   |   |    |   |   |   |    |    |    |      |
| 3                           | Хрватска          | Ф | 7  | 2 | 4 | 1 | 8  | 7  | +1 | 10   |
| 4                           | Мароко            | Ф | 7  | 3 | 2 | 2 | 6  | 5  | +1 | 11   |
| Елиминисани у четвртфиналу  |                   |   |    |   |   |   |    |    |    |      |
| 5                           | Холандија         | А | 5  | 3 | 2 | 0 | 10 | 4  | +6 | 11   |
| 6                           | Енглеска          | Б | 5  | 3 | 1 | 1 | 13 | 4  | +9 | 10   |
| 7                           | Бразил            | Г | 5  | 3 | 1 | 1 | 8  | 3  | +5 | 10   |
| 8                           | Португалија       | Х | 5  | 3 | 0 | 2 | 12 | 4  | +8 | 9    |
| Елиминисани у осмини финала |                   |   |    |   |   |   |    |    |    |      |
| 9                           | Јапан             | Е | 4  | 2 | 1 | 1 | 5  | 4  | +1 | 7    |
| 10                          | Сенегал           | А | 4  | 2 | 0 | 2 | 5  | 7  | −2 | 6    |
| 11                          | Аустралија        | Д | 4  | 2 | 0 | 2 | 4  | 6  | −2 | 6    |
| 12                          | Швајцарска        | Г | 4  | 2 | 0 | 2 | 5  | 9  | −3 | 6    |
| 13                          | Шпанија           | Е | 4  | 1 | 2 | 1 | 9  | 3  | +6 | 5    |
| 14                          | Сједињене Државе  | Б | 4  | 1 | 2 | 1 | 3  | 4  | −1 | 5    |
| 15                          | Пољска            | Ц | 4  | 1 | 1 | 2 | 3  | 5  | −2 | 4    |
| 16                          | Јужна Кореја      | Х | 4  | 1 | 1 | 2 | 5  | 8  | −3 | 4    |
| Елиминисани у групној фази  |                   |   |    |   |   |   |    |    |    |      |
| 17                          | Њемачка           | Е | 3  | 1 | 1 | 1 | 6  | 5  | +1 | 4    |
| 18                          | Еквадор           | А | 3  | 1 | 1 | 1 | 4  | 3  | +1 | 4    |
| 19                          | Камерун           | Г | 3  | 1 | 1 | 1 | 4  | 4  | 0  | 4    |
| 20                          | Уругвај           | Х | 3  | 1 | 1 | 1 | 2  | 2  | 0  | 4    |
| 21                          | Тунис             | Д | 3  | 1 | 1 | 1 | 1  | 1  | 0  | 4    |
| 22                          | Мексико           | Ц | 3  | 1 | 1 | 1 | 2  | 3  | −1 | 4    |
| 23                          | Белгија           | Ф | 3  | 1 | 1 | 1 | 1  | 2  | −1 | 4    |
| 24                          | Гана              | Х | 3  | 1 | 0 | 2 | 5  | 7  | −2 | 3    |
| 25                          | Саудијска Арабија | Ц | 3  | 1 | 0 | 2 | 3  | 5  | −2 | 3    |
| 26                          | Иран              | Б | 3  | 1 | 0 | 2 | 4  | 7  | −3 | 3    |
| 27                          | Костарика         | Е | 3  | 1 | 0 | 2 | 3  | 11 | −8 | 3    |
| 28                          | Данска            | Д | 3  | 0 | 1 | 2 | 1  | 3  | −2 | 1    |
| 29                          | Србија            | Г | 3  | 0 | 1 | 2 | 5  | 8  | −3 | 1    |
| 30                          | Велс              | Б | 3  | 0 | 1 | 2 | 1  | 6  | −5 | 1    |
| 31                          | Канада            | Ф | 3  | 0 | 0 | 3 | 2  | 7  | −5 | 0    |
| 32                          | Катар             | А | 3  | 0 | 0 | 3 | 1  | 7  | −6 | 0    |

## Статистике играча

### Листа стријелаца
На првенству, укупно је 117 фудбалера постигло барем по један гол.
8 голова
| - Килијан Мбапе |

7 голова
| - Лионел Меси |

4 гола
| - Хулијан Алварез | - Оливије Жиру |  |

3 гола
| - Ришарлизон - Енер Валенсија - Букајо Сака | - Маркус Рашфорд - Гонсало Рамос | - Коди Гакпо - Алваро Мората |

2 гола
| - Нејмар - Кудус Мохамед - Хари Кејн - Мехди Тареми - Рицу Доан - Чо Гјусунг - Венсан Абубакар | - Јусеф ен Несири - Кај Хаверц - Никлас Филкриг - Роберт Левандовски - Бруно Фернандес - Рафаил Леао - Салем ел Давсари | - Александар Митровић - Хјорхјан де Араскаета - Ваут Вегорст - Андреј Крамарић - Брел Емболо - Феран Торес |

1 гол
| - Алексис Макалистер - Анхел ди Марија - Ензо Фернандез - Науел Молина - Крејг Гудвин - Метју Леки - Мичел Дјук - Миши Батшуаји - Винисијус - Каземиро - Лукас Пакета - Гарет Бејл - Андре Ају - Мохамед Салису - Осман Букари - Андреас Кристенсен - Мојзес Кајседо - Рахим Стерлинг - Фил Фоден - Џад Белингам - Џек Грилиш - Џордан Хендерсон - Рузбех Чешми - Рамин Разаејан - Ао Танака - Даизен Маеда - Такума Асано - Ким Јангвон | - Пек Синхо - Хванг Хичан - Алфонсо Дејвис - Ерик Шупо Мотинг - Жан Шарл Кастелето - Мохамед Мунтари - Јелцин Техеда - Кејшер Фулер - Хуан Варгас - Абделхамид Сабири - Закарија Абухлал - Хаким Зијеш - Ашраф Дари - Луис Чавез - Енри Мартин - Илкај Гундоган - Серж Гнабри - Пјотр Зјелињски - Жоао Феликс - Кристијано Роналдо - Пепе - Рафаел Гереиро - Рикардо Орта - Салех ел Шехри - Кристијан Пулишић - Хаџи Рајт - Тимоти Веа - Булаје Дија | - Исмаила Сар - Калиду Кулибали - Фамара Дједју - Чејх Бамба Дијенг - Душан Влаховић - Сергеј Милинковић-Савић - Страхиња Павловић - Вахби Хазри - Адрјен Рабио - Орелијен Тшуамени - Тео Ернандез - Рандал Коло Миани - Дејви Класен - Дејли Блинд - Дензел Думфрис - Мемфис Депај - Френки де Јонг - Бруно Петковић - Иван Перишић - Ловро Мајер - Марко Ливаја - Јошко Гвардиол - Мислав Оршић - Мануел Аканџи - Ремо Фројлер - Џердан Шаћири - Гави - Дани Олмо - Карлос Солер - Марко Асенсио |

Аутоголови
| - Ензо Фернандез (против Аустралије) - Најеф Агуерд (против Канаде) |

### Асистенције
У асистенције се рачунају само оне послије којих је одмах постигнут гол. Укупно су 96 фудбалера уписала барем по једну асистенцију.
3 асистенције
- Лионел Меси
- Хари Кејн
- Бруно Фернандес
- Антоан Гризман
- Иван Перишић

2 асистенције
- Винисијус Жуниор
- Фил Фоден
- Жоао Феликс
- Рафаел Гереиро
- Кристијан Пулишић
- Душан Тадић
- Андрија Живковић
- Усман Дембеле
- Тео Ернандез
- Килијан Мбапе
- Маркис Тирам
- Дензел Думфрис
- Дејви Класен
- Мислав Оршић
- Жорди Алба

1 асистенција
- Алексис Макалистер
- Анхел ди Марија
- Ензо Фернандез
- Науел Молина
- Николас Отаменди
- Метју Леки
- Рајли Макгри
- Тоби Алдервајрелд
- Нејмар
- Лукас Пакета
- Родриго
- Тијаго Силва
- Џордан Ају
- Ињаки Вилијамс
- Јоаким Андерсен
- Анхело Пресијадо
- Феликс Торес
- Џад Белингам
- Хари Магвајер
- Калвин Филипс
- Лук Шо
- Рахим Стерлинг
- Калум Вилсон
- Али Голизаде
- Мехди Тареми
- Ко Итакура
- Џуња Ито
- Каору Митома
- Маја Јошида
- Ким Џинсу
- Ли Канин
- Сон Хјунгмин
- Венсан Абубакар
- Жан Шарл Кастелето
- Џером Нгом Мбекели
- Никола Нкулу
- Тејџон Бјукенан
- Исмаел Мохамед
- Елцин Техеда
- Јахја Атија Ала
- Ашраф Хакими
- Абделхамид Сабири
- Хаким Зијеш
- Сесар Монтес
- Никлас Филкруг
- Серж Гнабри
- Џамал Мусијала
- Давид Раум
- Лероа Сане
- Роберт Левандовски
- Диого Дало
- Гонсало Рамос
- Хатан Бахебри
- Фирас ел Бурајкан
- Серхињо Дест
- Исмаил Јакобс
- Илиман Ндиаје
- Аиса Лаидуни
- Луис Суарез
- Рендал Коло Миани
- Адрјен Рабио
- Стевен Бергојс
- Дејли Блинд
- Френки де Јонг
- Тен Копмајнерс
- Јосип Јурановић
- Дејан Ловрен
- Марко Ливаја
- Џердан Шаћири
- Џибрил Соу
- Рубен Варгас
- Силван Видмер
- Сесар Аспиликуета
- Гави
- Алваро Мората
- Дани Олмо

Извор: FIFA

### Суспензије
Играч или члан тима био је аутоматски суспендован у неколико ситуација:
- Уколико је добио црвени картон (суспензија због добијеног црвеног картона може да се продужи у случају тешких прекршаја)
- Уколико је добио два жута картона на двије утакмице; картони су се брисали након четвртфинала и суспензија се не преноси на неке друге међународне утакмице уколико играч није могао да је одради на првенству.

Неколико играча и чланова репрезентација били су суспендовани током првенства:
| Играч/члан тима                 | Картони | Суспензија                                                                  |
| ------------------------------- | --- | --------------------------------------------------------------------------- |
| Вејн Хенеси                     | у утакмици против Ирана у оквиру другог кола групе Б (25. новембар)                                                                             | за утакмицу против Енглеске у трећем колу (29. новембар)                    |
| Алиреза Џаханбакш               | у утакмици против Енглеске у оквиру првог кола групе Б (21. новембар) · у утакмици против Велса у оквиру другог кола групе Б (25. новембар)     | за утакмицу против Сједињених Америчких Држава у трећем колу (29. новембар) |
| Себас Мендез                    | у утакмици против Катара у оквиру првог кола групе А (20. новембар) · у утакмици против Холандије у оквиру другог кола групе А (25. новембар)   | за утакмицу против Сенегала у трећем колу (29. новембар)                    |
| Абдулелах ел Малки              | у утакмици против Аргентине у оквиру првог кола групе Ц (22. новембар) · у утакмици против Пољске у оквиру другог кола групе Ц (26. новембар)   | за утакмицу против Мексика у трећем колу (30. новембар)                     |
| Франсиско Калво                 | у утакмици против Шпаније у оквиру првог кола групе Е (23. новембар) · у утакмици против Јапана у оквиру другог кола групе А (27. новембар)     | за утакмицу против Њемачке у трећем колу (1. децембар)                      |
| Амаду Онана                     | у утакмици против Канаде у оквиру првог кола групе Ф (23. новембар) · у утакмици против Марока у оквиру другог кола групе А (27. новембар)      | за утакмицу против Хрватске у трећем колу (1. децембар)                     |
| Пауло Бенто (селектор)          | у утакмици против Гане у оквиру другог кола групе Х (28. новембар)                                                                              | за утакмицу против Португалије у трећем колу (2. децембар)                  |
| Идриса Геј                      | у утакмици против Холандије у оквиру првог кола групе А (21. новембар) · у утакмици против Еквадора у оквиру трећег кола групе А (29. новембар) | за утакмицу против Енглеске у осмини финала (4. децембар)                   |
| Ко Итакура                      | у утакмици против Костарике у оквиру другог кола групе Е (27. новембар) · у утакмици против Шпаније у оквиру трећег кола групе Е (1. децембар)  | за утакмицу против Хрватске у осмини финала (5. децембар)                   |
| Венсан Абубакар                 | у утакмици против Бразила у оквиру трећег кола групе Г (2. децембар)                                                                            | суспензију није одрадио на првенству                                        |
| Маркос Акуња                    | у утакмици против Пољске у оквиру трећег кола групе Ц (30. новембар) · у утакмици против Холандије у четвртфиналу (9. децембар)                 | за утакмицу против Хрватске у осмини финала (13. децембар)                  |
| Гонзало Монтијел                | у утакмици против Мексика у оквиру трећег кола групе Ц (26. новембар) · у утакмици против Холандије у четвртфиналу (9. децембар)                | за утакмицу против Хрватске у полуфиналу (13. децембар)                     |
| Дензел Думфрис                  | у утакмици против Аргентине у четвртфиналу (9. децембар)                                                                                        | суспензију није одрадио на првенству                                        |
| Валид Шедира                    | у утакмици против Португалије у четвртфиналу (10. децембар)                                                                                     | за утакмицу против Француске у полуфиналу (14. децембар)                    |
| Марио Манџукић (помоћни тренер) | у утакмици против Аргентине у полуфиналу (13. децембар)                                                                                         | против Марока у утакмици за треће мјесто (17. децембар)                     |

## Награде по утакмицама

### Играч утакмице
| Позиција | Фудбалер              | Репрезентација    | Противник                                                                   | Награде |
| -------- | --------------------- | ----------------- | --------------------------------------------------------------------------- | ------- |
| 1.       | Лионел Меси           | Аргентина         | Мексико (ГФ), Аустралија (ОФ), Холандија (ЧФ), Хрватска (ПФ), Француска (Ф) | 5       |
| 2.       | Килијан Мбапе         | Француска         | Аустралија (ГФ), Данска (ГФ), Пољска (ОФ)                                   | 3       |
| 3.       | Јасин Буну            | Мароко            | Мароко (ОФ), Португалија (ЧФ)                                               | 2       |
| 3.       | Доминик Ливаковић     | Хрватска          | Јапан (ОФ), Бразил (ЧФ)                                                     | 2       |
| 3.       | Лука Модрић           | Хрватска          | Мароко (ГФ), Белгија (ГФ)                                                   | 2       |
| 3.       | Кристијан Пулишић     | Сједињене Државе  | Енглеска (ГФ), Иран (ГФ)                                                    | 2       |
| 7.       | Венсан Абубакар       | Камерун           | Србија (ГФ)                                                                 | 1       |
| 7.       | Мохамед ел Оваис      | Саудијска Арабија | Аргентина (ГФ)                                                              | 1       |
| 7.       | Гарет Бејл            | Велс              | САД (ГФ)                                                                    | 1       |
| 7.       | Каземиро              | Бразил            | Швајцарска (ГФ)                                                             | 1       |
| 7.       | Луис Чавез            | Мексико           | Саудијска Арабија (ГФ)                                                      | 1       |
| 7.       | Рузбех Чешми          | Иран              | Велс (ГФ)                                                                   | 1       |
| 7.       | Хјорхјан де Араскаета | Уругвај           | Гана (ГФ)                                                                   | 1       |
| 7.       | Кевин де Бројне       | Белгија           | Канада (ГФ)                                                                 | 1       |
| 7.       | Френки де Јонг        | Холандија         | Еквадор (ГФ)                                                                | 1       |
| 7.       | Булаје Диа            | Сенегал           | Катар (ГФ)                                                                  | 1       |
| 7.       | Мичел Дјук            | Аустралија        | Тунис (ГФ)                                                                  | 1       |
| 7.       | Дензел Думфрис        | Холандија         | САД (ОФ)                                                                    | 1       |
| 7.       | Дејви Епаси           | Камерун           | Бразил (ГФ)                                                                 | 1       |
| 7.       | Бруно Фернандес       | Португалија       | Уругвај (ГФ)                                                                | 1       |
| 7.       | Кејшир Фулер          | Костарика         | Јапан (ГФ)                                                                  | 1       |
| 7.       | Коди Гакпо            | Холандија         | Сенегал (ГФ)                                                                | 1       |
| 7.       | Гави                  | Шпанија           | Костарика (ГФ)                                                              | 1       |
| 7.       | Оливије Жиру          | Француска         | Енглеска (ЧФ)                                                               | 1       |
| 7.       | Шуичи Гонда           | Јапан             | Њемачка (ГФ)                                                                | 1       |
| 7.       | Антоан Гризман        | Француска         | Мароко (ПФ)                                                                 | 1       |
| 7.       | Ашраф Хакими          | Мароко            | Канада (ГФ)                                                                 | 1       |
| 7.       | Кај Хаверц            | Њемачка           | Костарика (ГФ)                                                              | 1       |
| 7.       | Хванг Хичан           | Јужна Кореја      | Португалија (ГФ)                                                            | 1       |
| 7.       | Хари Кејн             | Енглеска          | Сенегал (ОФ)                                                                | 1       |
| 7.       | Вахби Хазри           | Тунис             | Француска (ГФ)                                                              | 1       |
| 7.       | Дејви Класен          | Холандија         | Катар (ГФ)                                                                  | 1       |
| 7.       | Калиду Кулибали       | Сенегал           | Еквадор (ГФ)                                                                | 1       |
| 7.       | Андреј Крамарић       | Хрватска          | Канада (ГФ)                                                                 | 1       |
| 7.       | Мохамед Кудус         | Гана              | Јужна Кореја (ГФ)                                                           | 1       |
| 7.       | Аиса Лаидуни          | Тунис             | Данска (ГФ)                                                                 | 1       |
| 7.       | Метју Леки            | Аустралија        | Данска (ГФ)                                                                 | 1       |
| 7.       | Роберт Левандовски    | Пољска            | Саудијска Арабија (ГФ)                                                      | 1       |
| 7.       | Алексис Макалистер    | Аргентина         | Пољска (ГФ)                                                                 | 1       |
| 7.       | Алваро Мората         | Шпанија           | Њемачка (ГФ)                                                                | 1       |
| 7.       | Нејмар                | Бразил            | Јужна Кореја (ОФ)                                                           | 1       |
| 7.       | Гиљермо Очоа          | Мексико           | Пољска (ГФ)                                                                 | 1       |
| 7.       | Гонсало Рамос         | Португалија       | Швајцарска (ОФ)                                                             | 1       |
| 7.       | Маркус Рашфорд        | Енглеска          | Велс (ГФ)                                                                   | 1       |
| 7.       | Ришарлизон            | Бразил            | Србија (ГФ)                                                                 | 1       |
| 7.       | Кристијано Роналдо    | Португалија       | Гана (ГФ)                                                                   | 1       |
| 7.       | Букајо Сака           | Енглеска          | Иран (ГФ)                                                                   | 1       |
| 7.       | Јан Зомер             | Швајцарска        | Камерун (ГФ)                                                                | 1       |
| 7.       | Ао Танака             | Јапан             | Шпанија (ГФ)                                                                | 1       |
| 7.       | Енер Валенсија        | Еквадор           | Катар (ГФ)                                                                  | 1       |
| 7.       | Федерико Валверде     | Уругвај           | Јужна Кореја (ГФ)                                                           | 1       |
| 7.       | Гранит Џака           | Швајцарска        | Србија (ГФ)                                                                 | 1       |
| 7.       | Хаким Зијеш           | Мароко            | Белгија (ГФ)                                                                | 1       |
| 7.       | Јошко Гвардиол        | Хрватска          | Мароко (ТМ)                                                                 | 1       |

### Без примљеног гола
| Позиција | Играч              | Репрезентација   | Противник                                     | Награде |
| -------- | ------------------ | ---------------- | --------------------------------------------- | ------- |
| 1.       | Јасин Буну         | Мароко           | Хрватска (ГФ), Шпанија (ОФ), Португалија (ОФ) | 3       |
| 1.       | Емилијано Мартинез | Аргентина        | Мексико (ГФ), Пољска (ГФ), Хрватска (ОФ)      | 3       |
| 1.       | Џордан Пикфорд     | Енглеска         | САД (ГФ), Велс (ГФ), Сенегал (ОФ)             | 3       |
| 4.       | Алисон             | Бразил           | Србија (ГФ), Швајцарска (ГФ)                  | 2       |
| 4.       | Тибо Куртоа        | Белгија          | Канада (ГФ), Хрватска (ГФ)                    | 2       |
| 4.       | Ајмен Дахмен       | Тунис            | Данска (ГФ), Француска (ГФ)                   | 2       |
| 4.       | Доминик Ливаковић  | Хрватска         | Мароко (ГФ), Белгија (ГФ)                     | 2       |
| 4.       | Андрис Ноперт      | Холандија        | Сенегал (ГФ), Катар (ГФ)                      | 2       |
| 4.       | Серхио Рочет       | Уругвај          | Јужна Кореја (ГФ), Гана (ГФ)                  | 2       |
| 4.       | Метју Рајан        | Аустралија       | Тунис (ГФ), Данска (ГФ)                       | 2       |
| 4.       | Унаи Симон         | Шпанија          | Костарика (ГФ), Мароко (ОФ)                   | 2       |
| 4.       | Војћех Шчесни      | Пољска           | Мексико (ГФ), Саудијска Арабија (ГФ)          | 2       |
| 4.       | Мет Тарнер         | Сједињене Државе | Енглеска (ГФ), Иран (ГФ)                      | 2       |
| 14.      | Диого Коста        | Португалија      | Уругвај (ГФ)                                  | 1       |
| 14.      | Дејви Епаси        | Камерун          | Бразил (ГФ)                                   | 1       |
| 14.      | Ернан Галиндез     | Еквадор          | Катар (ГФ)                                    | 1       |
| 14.      | Хосеин Хосеини     | Иран             | Велс (ГФ)                                     | 1       |
| 14.      | Мунир Мохамеди     | Мароко           | Белгија (ГФ)                                  | 1       |
| 14.      | Кејлор Навас       | Костарика        | Јапан (ГФ)                                    | 1       |
| 14.      | Гиљермо Очоа       | Мексико          | Пољска (ГФ)                                   | 1       |
| 14.      | Каспер Шмејхел     | Данска           | Тунис (ГФ)                                    | 1       |
| 14.      | Ким Сунгкју        | Јужна Кореја     | Уругвај (ГФ)                                  | 1       |
| 14.      | Јан Зомер          | Швајцарска       | Камерун (ГФ)                                  | 1       |
| 14.      | Иго Лорис          | Француска        | Мароко (ПФ)                                   | 1       |

## Награде за најбоље
| Златна лопта            | Сребрна лопта           | Бронзана лопта          |
| ----------------------- | ----------------------- | ----------------------- |
| Лионел Меси             | Килијан Мбапе           | Лука Модрић             |
| Златна копачка          | Сребрна копачка         | Бронзана копачка        |
| Килијан Мбапе           | Лионел Меси             | Оливије Жиру            |
| 8 голова, 2 асистенције | 7 голова, 3 асистенције | 4 голова, 0 асистенција |
| Златна рукавица         |                         |                         |
| Емилијано Мартинез      |                         |                         |
| Најбољи млади играч     |                         |                         |
| Ензо Фернандез          |                         |                         |
| Награда за фер-плеј     |                         |                         |
| Енглеска                |                         |                         |

## Голови

### Уопштено
- Укупно постигнутих голова: 172 (рекорд)[81]
- Просјечан број голова по утакмици: 2,69[82]
- Утакмице завршене без голова: 7 (рекорд)[81]
- Играчи који су постигли по два гола на утакмици: 18
  - Хулијан Алварез, Хјорхјан де Араскаета, Бруно Фернандес, Оливије Жиру, Кај Хаверц, Чо Гјусунг, Андреј Крамарић, Мохамед Кудус, Килијан Мбапе (2), Лионел Меси, Маркус Рашфорд, Ришарлизон, Букајо Сака, Мехди Тареми, Феран Торес, Енер Валенсија, Ваут Вегорст[83]
- Играчи који су постигли хет-трик: 2
  - Килијан Мбапе, Гонсало Рамос[84]
- Укупно досуђених пенала: 23[85]
- Укупно постигнутих голова из пенала: 17
  - Гарет Бејл, Бруно Фернандес, Илкај Гундоган, Хари Кејн, Роберт Левандовски, Килијан Мбапе (2), Лионел Меси (4), Нејмар, Кристијано Роналдо, Исмаила Сар, Мехди Тареми, Феран Торес, Енер Валенсија[85]
- Укупно промашених или одбрањених пенала: 6

Салем ел Давсари, Андре Ају, Алфонсо Дејвис, Хари Кејн, Роберт Левандовски, Лионел Меси
- Проценат постигнутих голова из пенала: 73.91%[85]
- Аутоголови: 2
  - Најеф Агерд, Ензо Фернандез[86]

### Занимљивости
- Први гол на првенству: Енер Валенсија за Еквадор против Катара[87]
- Први играч који је постигао два гола на утакмици: Енер Валенсија за Еквадор против Катара[88]
- Први хет-трик на првенству: Гонсало Рамос за Португалију против Швајцарске[89]
- Најбржи гол на утакмици: Алфонсо Дејвис за Канаду против Хрватске у другом минуту[90]
- Најбржи гол неког играча након уласка у игру са клупе: 1. минут
  - Маркус Рашфорд за Енглеску против Ирана након 46 секунди (ушао у игру у 70. минуту),[91] Рандал Коло Миани за Француску против Марока након 44 секунде (ушао у игру у 79. минуту)[92]
- Најкаснији гол на утакмици без продужетака: у 90+13 минуту
  - Мехди Тареми за Иран против Енглеске[93]
- Најкаснији гол на утакмици у продужецима: 118. минут
  - Килијан Мбапе за Француску против Аргентине[94]
- Најкраће вријеме између два постигнута гола једног тима на утакмици: 1 минут, 34 секунде
  - Килијан Мбапе за Француску против Аргентине[95]

### Тимови
- Највише голова једног тима: 16
  - Француска[96]
- Најмање голова једног тима: 1

Белгија, Данска, Катар, Тунис, Велс
- Највише примљених голова једног тима: 11
  - Костарика[98]
- Најмање примљених голова једног тима: 1
  - Тунис[99]
- Највише голова на утакмици: 8
  - Енглеска—Иран, 6 : 2[100]
- Највише голова на утакмици од стране једног тима: 7
  - Шпанија против Костарике[101]
- Највећа побједа: 7 голова разлике
  - Шпанија—Костарика, 7 : 0[100]
- Највише утакмица без примљеног гола: 4
  - Мароко[102]
- Највише узастопних утакмица без примљеног гола: 3
  - Енглеска[103]

### Појединачно
- Највише голова једног играча: 8
  - Килијан Мбапе
- Највише асистенција једног играча: 3
  - Бруно Фернандес, Антоан Гризман, Хари Кејн, Лионел Меси, Иван Перишић
- Највише голова и асистенција једног играча комбиновано: 10
  - Килијан Мбапе (8 голова, 2 асистенције), Лионел Меси (7 голова, 3 асистенције)
- Највише утакмица без примљеног гола једног голмана: 3
  - Јасин Буну, Емилијано Мартинез, Џордан Пикфорд
- Највише узастопних утакмица без примљеног гола једног голмана: 3
  - Џордан Пикфорд
- Највише голова једног играча на утакмици: 3
  - Гонсало Рамос за Португалију против Швајцарске, Килијан Мбапе за Француску против Аргентине
- Најстарији стријелац гола: 39 година, 283 дана
  - Пепе за Португалију против Швајцарске
- Најмлађи стријелац гола: 18 година, 109 дана
  - Гави за Шпанију против Костарике

### Побједе и порази
- Највише побједа: 5 — Француска
- Најмање побједа: 0 — Велс, Данска, Канада, Катар, Србија
- Највише пораза: 3 — Канада, Катар
- Најмање пораза: 0 — Холандија
- Највише неријешених: 4 — Хрватска
- Најмање неријешених: 0 — Аустралија, Гана, Иран, Канада, Катар, Костарика, Португалија, Саудијска Арабија, Сенегал, Швајцарска
- Највише бодова у групној фази: 7 — Енглеска, Мароко, Холандија
- Најмање бодова у групној фази: 0 — Канада, Катар